# Кицхи
Кицхи (груз. კიცხი) — село в Грузии, на территории Харагаульского муниципалитета края (мхаре) Имеретия.

## География
Село находится в западной части Грузии, в долине реки Боримелы (левый приток Дзирулы), на расстоянии 10 километров к северо-западу от посёлка городского типа Харагаули, административного центра муниципалитета. Абсолютная высота — 400 метров над уровнем моря.

## Население
По результатам официальной переписи населения 2014 года, в Кицхи проживало 729 человек (350 мужчин и 379 женщин). В национальной структуре населения грузины составляли 99,7 %, русские — 0,15 %, украинцы — 0,15 %.
| Год  | Население, человек |
| ---- | ------------------ |
| 2002 | 1177               |
| 2014 | ↘ 729              |